# Linia Transpółwyspowa

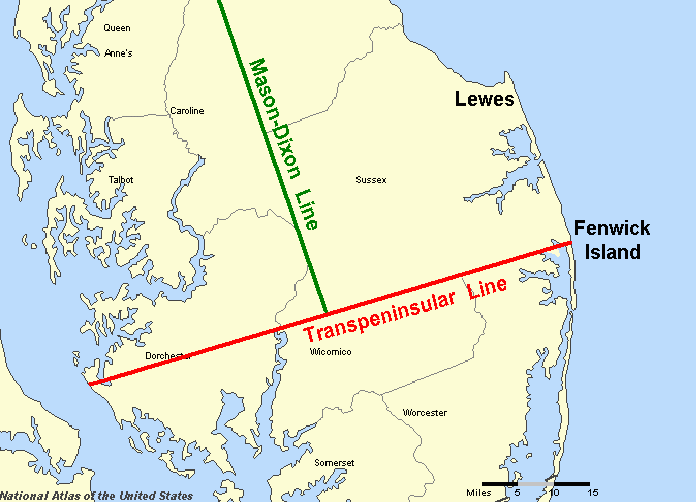
Linia Transpółwyspowa. Na mapie oznaczono także położenie Fenwick Island oraz Lewes.

Linia Transpółwyspowa – linia geodezyjna poprowadzona mniej więcej wzdłuż równoleżnika 38° 27' szerokości geograficznej północnej. Wyznacza ona granicę między amerykańskimi stanami Delaware i Maryland na półwyspie Delmarva.
Linię wyznaczono po raz pierwszy w 1751. Jej początek znajdował się w osadzie Cape Hinlopen, zamieszkanej przez szwedzkich kolonistów, znanej obecnie pod nazwą Fenwick Island. Około 24 mile na północ od tego miejsca znajduje się przylądek o bardzo zbliżonej nazwie: Cape Henlopen (koło miasta Lewes). Podobieństwo nazw było jedną z przyczyn gwałtownego sporu terytorialnego między rodziną Calvertów z Marylandu a rodziną Pennów, których własnością było Delaware. 
Calvertowie domagali się uznania, że to przylądek koło Lewes jest tym, z którego zgodnie z traktatami wychodzić miała linia graniczna pomiędzy włościami skłóconych rodzin. Dzięki temu kolonii Maryland przypadłaby większa część hrabstwa Sussex. Charles Calvert popełnił jednak fatalny błąd, przesyłając w 1732 angielskiemu sądowi wydaną przez siebie mapę, na której jako Cape Hinlopen oznaczony był przylądek znajdujący się niedaleko obecnego Fenwick Island. Po zauważeniu pomyłki próbował on doprowadzić do oddalenia przedstawionego przez siebie dowodu, lecz bez skutku.
Zgodnie z ostatecznym rozstrzygnięciem sporu terytorialnego przez Koronę brytyjską w 1760, granica pomiędzy Delaware i Marylandem miała przebiegać wzdłuż linii stycznej do Dwunastomilowego łuku zakreślonego przez promień wychodzący z miasta New Castle (Linia Masona-Dixona). Linia styczna miała kończyć się w punkcie, który podzieliłby Linię Transpółwyspową dokładnie na pół. W 1763 ostatecznie wytyczyli tę linię i ustalili jej środek astronomowie Charles Mason i Jeremiah Dixon.
Linia Transpółwyspowa podzieliła na pół kilka miejscowości istniejących na półwyspie Delmarva. Najbardziej znane są bliźniacze miasteczka noszące nazwę Delmar (utworzoną od skrótów nazw stanów Delaware i Maryland). Powstały one, ponieważ linie kolejowe Delaware miały prawo operowania tylko na terenie Delaware, zaś linie kolejowe Marylandu – tylko na terenie tej kolonii. W Delmar obie linie spotkały się na granicy. Przyjęte przez mieszkańców Delmar w stanie Delaware motto miasta brzmi: "Małe miasteczko, zbyt duże na jeden stan".